# 心是孤独的猎手
《心是孤獨的獵手》（英語：The Heart Is a Lonely Hunter）是美國女性小說家卡森·麥卡勒斯的長篇小說。這是她的第一部長篇小說（處女作），美國版本於1940年出版，當時卡森·麥卡勒斯年僅23歲。
《心是孤獨的獵手》曾獲美國脫口秀主持人奧普拉·溫芙蕾推薦，成為亞馬遜書店的暢銷書。

## 內容
故事發生於美國南方的一個小鎮，兩位聾啞人是彼此唯一的朋友，其中一位是希臘裔美國人，身材肥胖，擔任引領角色；另一位名叫辛格，身材高挑、目光深邃。辛格每天在鎮上的咖啡館用餐，他的溫和平靜與總帶微笑的面容，成為許多迷惘靈魂的傾訴對象。
這些人物包括：擁有音樂天分但叛逆的少女米克、擁抱革命理想的工人傑克、終身奉獻於民權運動的黑人醫師考普蘭，以及外表冷漠的咖啡館老闆比夫……他們將辛格視為情感的出口，在他身上尋求慰藉，試圖逃離各自生活的壓抑。

## 譯著
該書簡體中文版由陳笑黎翻譯。

## 改編電影
本書曾被改編為同名電影，由艾倫·阿金、桑德拉·洛克、斯泰西·基齊與西西莉·泰森主演。

## 外部連結
- （英文） 第一版封面圖（紐約公共圖書館數位典藏館）
- （英文） 書評存檔頁面
- （英文） 卡森·麥卡勒斯專案網站
- （英文） 奧普拉書單推薦介紹 （页面存档备份，存于）
- （英文） 博客來線上書店書籍資訊（存檔）